# Rückprallelastizität

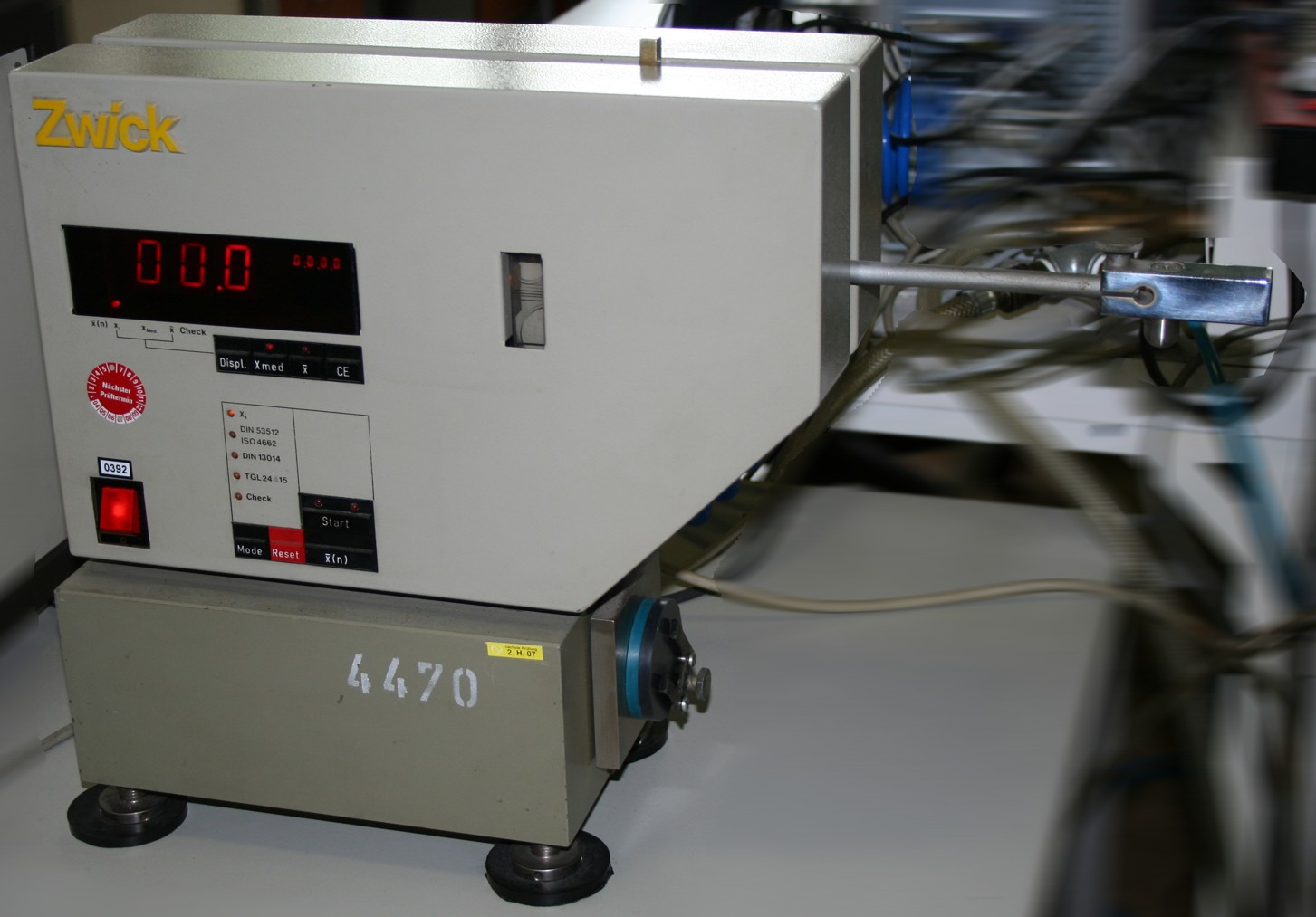
Messgerät zur Bestimmung der Rückprallelastizität. Rechts der ausgefahrene Hammer, links die Tasten zur Wahl des Ablaufs und die Anzeige für Einzelwerte und Statistik

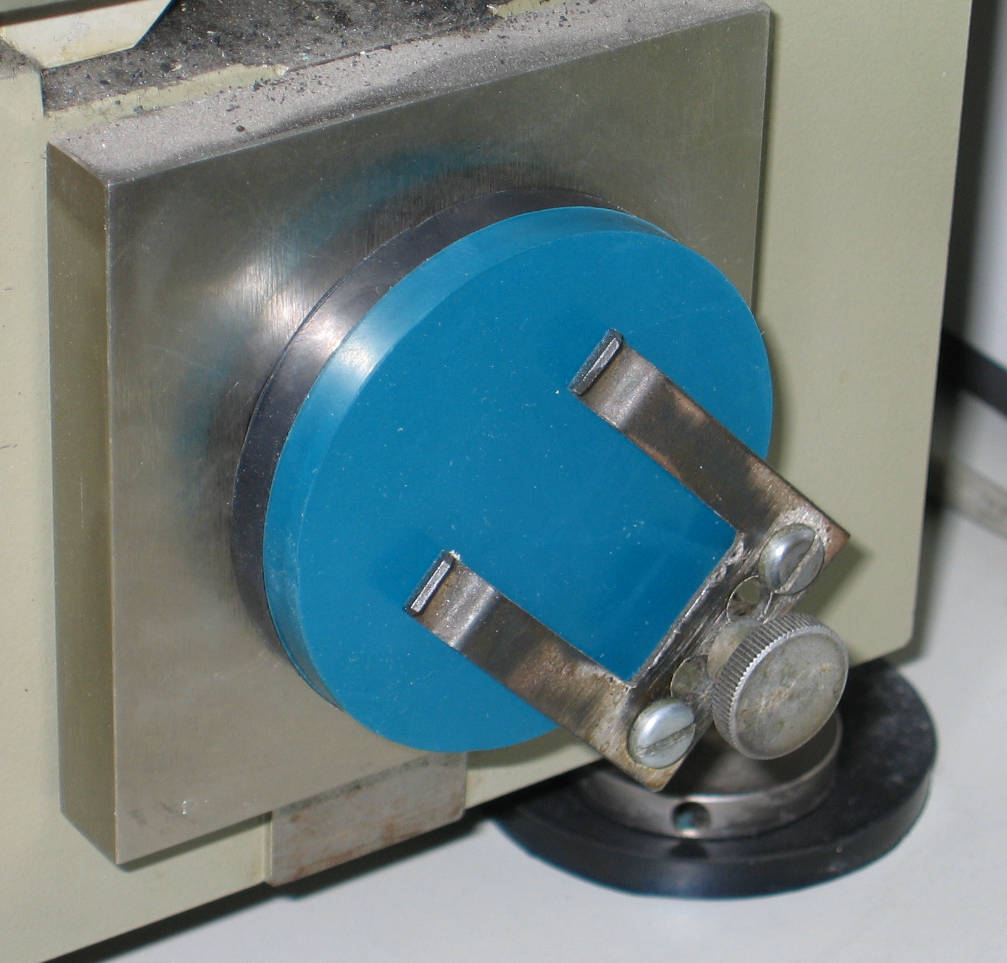
Detailansicht: eingeklemmte Prüfplatte

Die Bestimmung der Rückprallelastizität nach DIN 53512 dient zur Beurteilung des Elastizitätsverhaltens von Elastomeren bei einer Stoßbeanspruchung. Für Gummi gilt hier ISO 4662.
Ein definierter Pendelhammer (Hammerfinne) schlägt auf einen Prüfkörper auf. Die Hammerfinne ist halbkugelförmig und hat einen Durchmesser von 15 mm. Das Arbeitsvermögen des Pendels beträgt 0,5 J. Die Rückprallelastizität wird aufgrund der Auslenkung des Hammers berechnet. Bei einem Auslösewinkel von 90° und einer Pendellänge von 200 mm beträgt die Aufprallgeschwindigkeit 1,98 ms−1.
{\displaystyle R=100{\frac {h_{\mathrm {R} }}{h_{0}}}}
mit
{\displaystyle R}: Rückprallelastizität
{\displaystyle h_{\mathrm {R} }}: Rückprallhöhe
{\displaystyle h_{0}}: Anfangshöhe